# Hall of Fame des rallyes
Pour les articles homonymes, voir Hall of Fame.

Région du Pirkanmaa.

Le Hall of Fame des rallyes (ou Rally Hall of Fame) est un temple de la renommée finlandais annuellement dédié à des « personnalités reconnues parmi les pilotes automobiles et autres personnalités ayant eu une influence  conséquente dans le milieu international du Rallye automobile ».

## Histoire
Il consiste en une exposition sur les personnalités retenues, ainsi que sur leurs véhicules respectifs en compétitions.
Il a été inauguré le 29 avril 2010 au musée de l'automobile et de la route Mobilia, installé à Kangasala, en Finlande (20 km au sud-est de Tampere, dans la région du Pirkanmaa (en suédois Birkaland), elle-même située au sud-ouest du pays). Il est géré depuis 1986 par la Mobilia Foundation.
Les nouvelles nominations ont lieu durant le déroulement du Rallye de Finlande depuis 2013. Le Ministère des Transports finnois est associé à la gestion de la fondation. 59 ponts et routes finlandais sont parties prenantes du projet de conservation, avec les véhicules et ouvrages littéraires d'usage.
Le comité international annuel de sélection est désigné par l'AKK-Motorsport (l'Automobile Club de Finlande), affilié à la Fédération internationale de l'automobile. Il est composé en moyenne de cinq membres (journalistes spécialisés, présidents du musée Mobilia, de l'AKK-Motorsport, directeur de firme de production audiovisuelle spécialisée…), dont la Française Michèle Mouton en 2011 (distinguée l'année suivante), Morrie Chandler (Vice-Président FIA), Pekka Honkanen (Directrice du Musée du sport finlandais)), Martin Holmes (ancien journaliste du sport automobile), et Kari O. Sohlberg (Président honoraire de l'AKK).
Deux à quatre lauréats sont retenus par cessions, pour l'heure uniquement parmi les pilotes professionnels.

## Les distingués

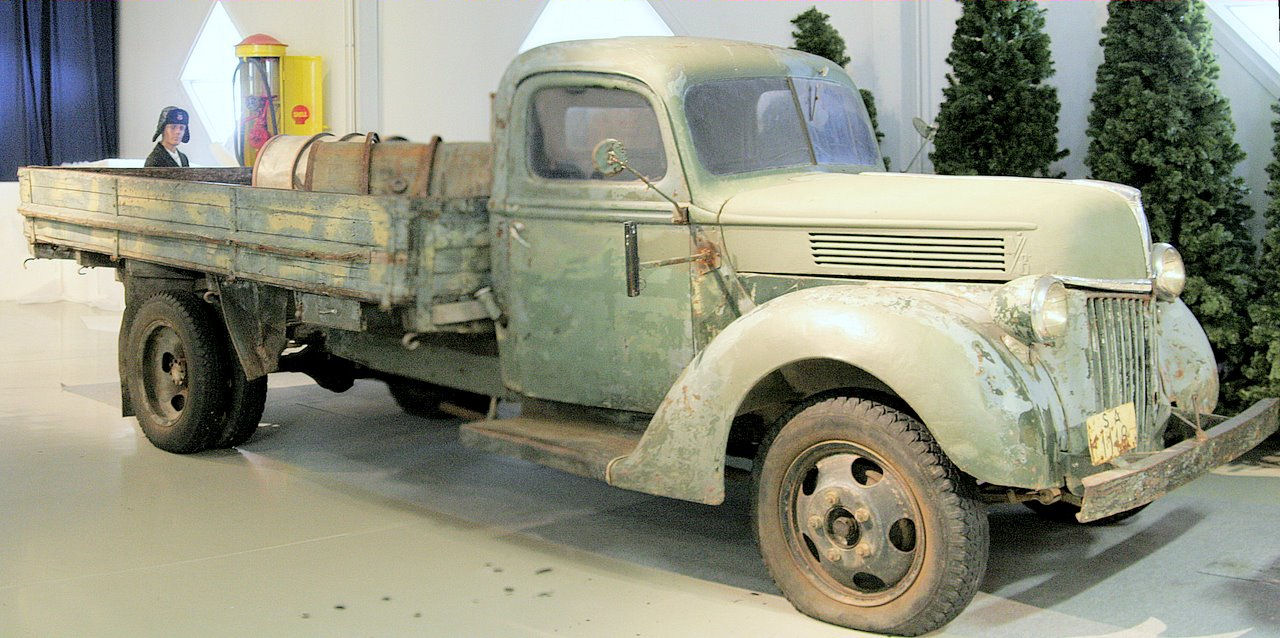
Camion militaire Ford 099 T V8 de 1941, exposé au musée Mobilia.

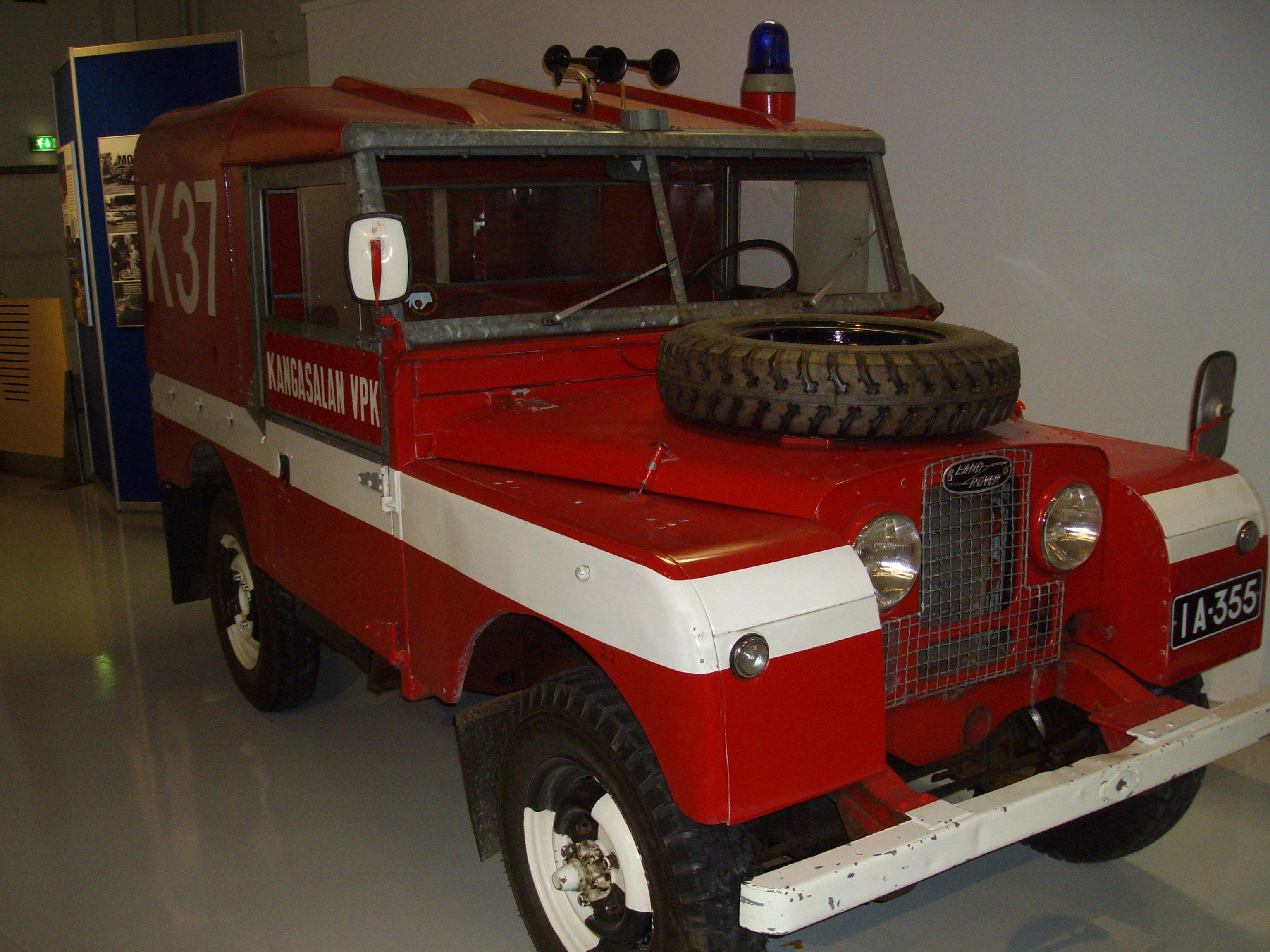
Land Rover modèle 1955 des sapeurs pompiers volontaires de Kangasala, même lieu.

| Nom               | Année d'élection |
| ----------------- | ---------------- |
| Rauno Aaltonen    | 2010             |
| Erik Carlsson     | 2010             |
| Paddy Hopkirk     | 2010             |
| Timo Mäkinen      | 2010             |
| Hannu Mikkola     | 2011             |
| Walter Röhrl      | 2011             |
| Michèle Mouton    | 2012             |
| Carlos Sainz      | 2012             |
| Andrew Cowan      | 2013             |
| Tommi Mäkinen     | 2013             |
| Björn Waldegård   | 2013             |
| Stig Blomqvist    | 2014             |
| David Richards    | 2014             |
| Ari Vatanen       | 2014             |
| Juha Kankkunen    | 2015             |
| Colin McRae       | 2015             |
| Sandro Munari     | 2015             |
| Henri Toivonen    | 2016             |
| Shekhar Mehta     | 2017             |
| Markku Alén       | 2018             |
| Ove Andersson     | 2018             |
| Simo Lampinen     | 2018             |
| Reinhard Klein    | 2018             |
| Jean Todt         | 2019             |
| Seppo Harjanne    | 2019             |
| Timo Salonen      | 2019             |
| Pat Moss-Carlsson | 2020             |
| Pauli Toivonen    | 2020             |
| Marcus Grönholm   | 2021             |
| Martin Holmes     | 2021             |
| Cesare Fiorio     | 2022             |
| Massimo Biasion   | 2022             |
| Juha Piironen     | 2022             |
| Ilkka Kivimäki    | 2022             |
| Didier Auriol     | 2023             |
| Richard Burns     | 2023             |
| Lasse Lampi       | 2023             |